# Philomontanus mahmoudi
Philomontanus mahmoudi — вид дощових черв'яків. Відкритий у 2019 році командою іранських та іспанських науковців.

## Назва
Вид названо на честь Махмуда Малека — батька Масумеха Малека, одного з авторів таксона.

## Поширепння
Ендемік Ірану. Поширений у горах Загрос на північному заході країни.